# Аметистовые колибри
Аметистовые колибри (лат. Calliphlox) — род птиц семейства колибри. Род описан немецким зоологом Фридрихом Бойе в 1931 году. Является одним из самых лучших летунов среди семейства колибри. Обитает в Южной Америке к востоку от Анд на территории от Венесуэлы до северной Аргентины, среди разнообразных средах обитания, а также сады.
Его маленькие крылья совершают от 70 до 80 взмахов в секунду, что создает при полете шум, похожий на жужжание. При этом сердце птахи бьется просто с запредельной частотой – до 20 ударов в секунду.

## Виды
- Calliphlox amethystina Аметистовый колибри, Аметистовый эльф
- Calliphlox bryantae - (Philodice  bryantae)
- Calliphlox evelynae  - (Philodice evelynae, Nesophlox evelynae) Багамский аметистовый колибри, Багамский эльф
- Calliphlox mitchellii -  (Philodice mitchellii)   (Bourcier, 1847)   —   Филодис Митчелла, Пурпурногорлый эльф

## Охранный статус
Три вида из этого рода Calliphlox bryantae, Calliphlox amethystina и Calliphlox mitchellii включены в Красный список угрожаемых видов МСОП со статусом LC (Виды, вызывающие наименьшие опасения).